# Epålett m/1794-1895

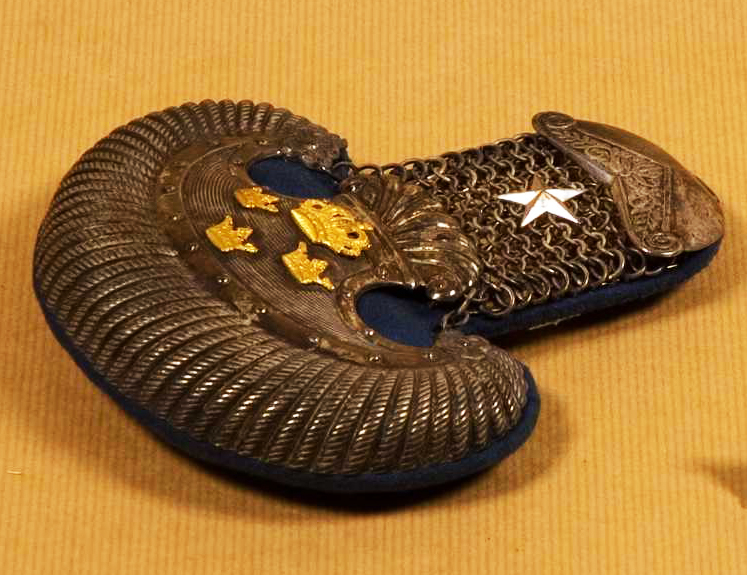
Epålett m/1845-1928 för fänrik vid Livregementet till häst (K 1).

Epålett m/1794-1895 är en epålett som används inom försvarsmakten.

## Utseende
Epåletten är av silverfärgad ciselerad plåt med foder i regementets färg och en matta av metallringar på epåletthalsens mellersta del. Epåletten förses med statschefens namnchiffer av guldfärgad metall och gradbeteckning, även den i guldfärgad metall (silverfärgad för reservofficerare). Militärmusiker bär en lyra mitt på epåletthalsen. Äldre epåletter med medusahuvud brukas utan namnchiffer.

### Fodrets färger
|  | I 1 | Svea livgarde           |
|  | I 2 | Göta livgarde           |
|  | K 1 | Livregementet till häst |

### Buljoner
| Överste                | Grova buljoner (fransar) i silverfärg   |
| Överstelöjtnant Major  | Fina buljoner (fransar) i silverfärg    |
| Kapten Löjtnant Fänrik | Bär ej buljoner                         |
| Regementsförvaltare    | Bär epålett m/1794-1895 med medusahuvud |

## Användning
Epåletter bärs till stor paraddräkt och fästs mot vapenrock m/1886 eller vapenrock m/1895 så att de inte sticker ut utanför ärminfästningen på axeln. De brukas idag vid Livgardet (LG) av Officerare och specialistofficerare där de återinfördes i början av 1990-talet efter att ha avskaffats 1932.
Soldater och gruppbefäl bär epålett m/1794-1895 för manskap.

## Fotografier

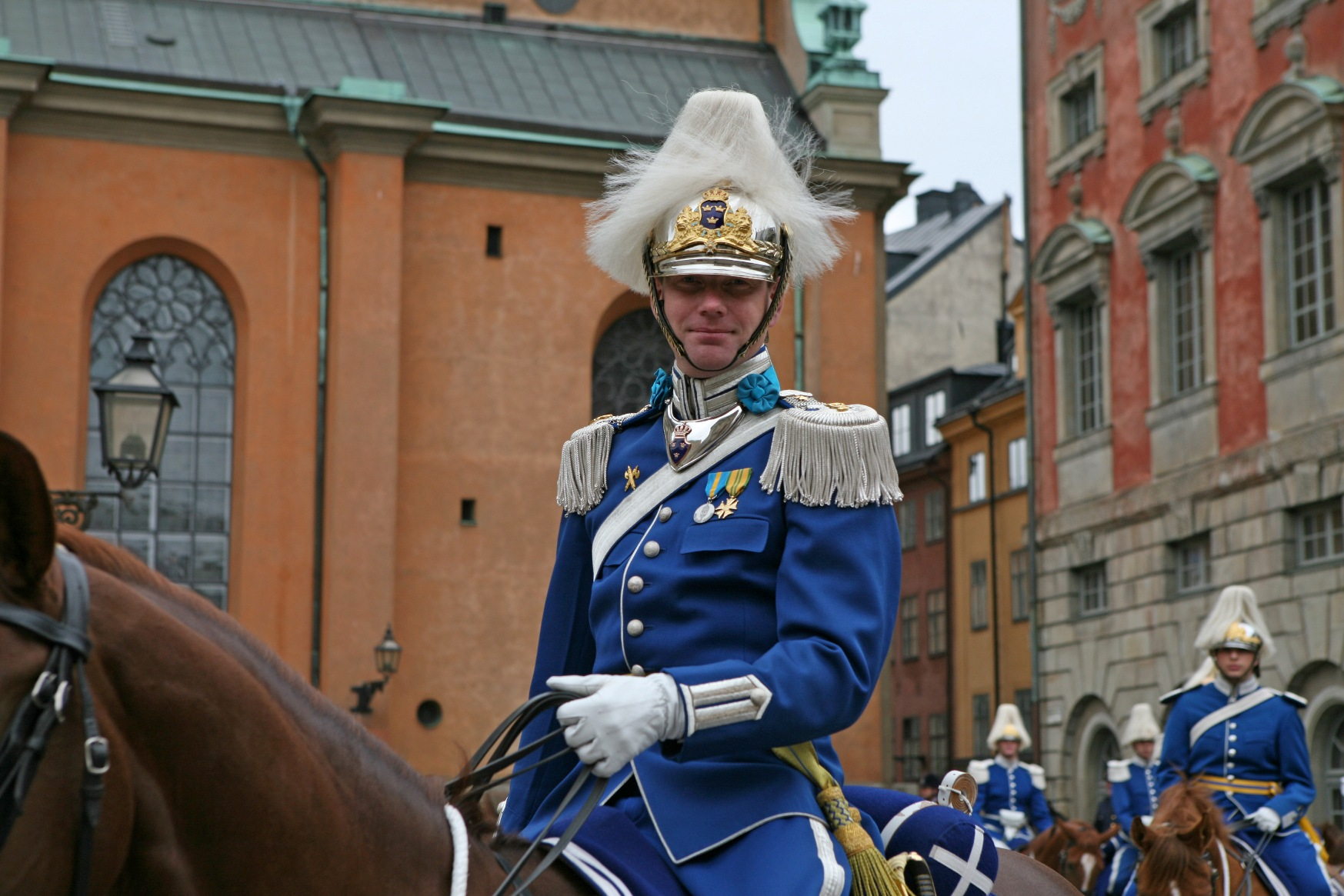
Major vid Livgardets Livskvadron iförd m/ä med epålett m/1794-1895